# 포리콜
포리콜(노르웨이어: fårikål)는 노르웨이의 양고기 요리이다. 가을에 먹는 계절 음식으로, 뼈가 붙은 어린양고기를 양배추와 함께 푹 익혀서 삶은 감자와 함께 낸다. 노르웨이의 국민 음식으로 여겨진다.

## 이름
노르웨이어 "포리콜(fårikål)"은 "양"을 뜻하는 명사 "포르(får)"와 "~안의"라는 뜻의 전치사 "이(i)", "양배추"를 뜻하는 명사 "콜(kål)"이 합쳐진 말로, "양배추 안에 든 양고기"라는 뜻이다.

## 만들기
뼈가 붙은 어린양고기는 토막내 핏기를 제거하고, 양배추는 심을 중심으로 웨지 형태로 썬다. 큰 냄비에 고기와 양배추를 차곡차곡 넣고, 통후추와 밀가루를 조금 뿌린 다음 물을 부어 푹 익힌다. 고기와 양배추가 잘 익으면 접시에 담고, 삶은 감자를 곁들여 낸다.

## 같이 보기
- 핀네셰트